# Vuelta a España 2012/Fahrerfeld
Folgende Fahrer und Mannschaften nahmen an der Vuelta a España 2012 teil:
Legende:
- Suspendierung: Ausschluss durch eigenes Team vor Rennbeginn
- Ausschluss: Ausschluss durch die Rennleitung vor Rennbeginn
- Disqualifikation: Ausschluss durch die Rennleitung nach Rennbeginn
- : Etappensieger
- : Rotes Trikot für den Gesamtführenden
- : Grünes Trikot für den Punktbesten
- : Blau gepunktetes Trikot für den besten Bergfahrer
- : Weißes Trikot für den Besten der Kombinationswertung
- : Gelbe Rückennummer für das in der Mannschaftswertung führende Team (Die gelbe Rückennummer wird bei der Vuelta nicht vergeben. In dieser Darstellung soll sie nur zur Visualisierung dienen)
- : Rote Rückennummer für den kämpferischsten Fahrer einer Etappe (Combatividad)

## Movistar Team
| Nr. | Name                 | Nationalität | Anmerkungen                                                                                            | Rang |
| --- | -------------------- | ------------ | --- | ---- |
| 1   | Juan José Cobo       | Spanien      | | 67   |
| 2   | Jonathan Castroviejo | Spanien      | : 1. & 2. Etappe                                                                                       | 148  |
| 3   | Imanol Erviti        | Spanien      | 1. Etappe                                                                                              | 132  |
| 4   | Beñat Intxausti      | Spanien      | | 10   |
| 5   | Pablo Lastras        | Spanien      | | 74   |
| 6   | Javier Moreno        | Spanien      | | 66   |
| 7   | Nairo Quintana       | Kolumbien    | | 36   |
| 8   | José Joaquín Rojas   | Spanien      | Nicht zur 14. Etappe angetreten                                                                        |      |
| 9   | Alejandro Valverde   | Spanien      | 3. und 8. Etappe; 3. Etappe; 3. und 21. Etappe 8. – 13. Etappe, Sieger Punkte- und Kombinationswertung | 2    |
|     |                      |              | MZF; : 1. – 3. und 15. – 21. Etappe; Sieger Mannschaftswertung                                         |      |

## ag2r
| Nr. | Name              | Nationalität | Anmerkungen                     | Rang |
| --- | ----------------- | ------------ | ------------------------------- | ---- |
| 11  | John Gadret       | Frankreich   | Nicht zur 10. Etappe angetreten |      |
| 12  | Maxime Bouet      | Frankreich   |                                 | 20   |
| 13  | Ben Gastauer      | Luxemburg    |                                 | 81   |
| 14  | Blel Kadri        | Frankreich   |                                 | 169  |
| 15  | Lloyd Mondory     | Frankreich   |                                 | 104  |
| 16  | Matteo Montaguti  | Italien      |                                 | 72   |
| 17  | Rinaldo Nocentini | Italien      |                                 | 18   |
| 18  | Christophe Riblon | Frankreich   |                                 | 162  |
| 19  | Nicolas Roche     | Irland       |                                 | 12   |
|     |                   |              | Dritter Mannschaftswertung      |      |

## Andalucía
| Nr. | Name                 | Nationalität | Anmerkungen                    | Rang |
| --- | -------------------- | ------------ | ------------------------------ | ---- |
| 21  | Adrián Palomares     | Spanien      |                                | 112  |
| 22  | Sergio Carrasco      | Spanien      |                                | 94   |
| 23  | Gustavo César        | Spanien      |                                | 114  |
| 24  | Javier Chacón        | Spanien      | 2. Etappe; 5. und 9. Etappe    | 161  |
| 25  | Pablo Lechuga        | Spanien      | Aufgabe während der 16. Etappe |      |
| 26  | Juan José Lobato     | Spanien      |                                | 174  |
| 27  | Javier Ramirez Abeja | Spanien      |                                | 120  |
| 28  | Jesús Rosendo        | Spanien      | Nicht zu 19. Etappe angetreten |      |
| 29  | José Vicente Toribio | Spanien      |                                | 133  |

## Astana Pro Team
| Nr. | Name                  | Nationalität | Anmerkungen                    | Rang |
| --- | --------------------- | ------------ | ------------------------------ | ---- |
| 31  | Fredrik Kessiakoff    | Schweden     | 11. Etappe                     | 61   |
| 32  | Assan Bazayev         | Kasachstan   | Aufgabe während der 20. Etappe |      |
| 33  | Alexander Djatschenko | Kasachstan   |                                | 137  |
| 34  | Enrico Gasparotto     | Italien      | Aufgabe während der 1. Etappe  |      |
| 35  | Andrei Kaschetschkin  | Kasachstan   |                                | 34   |
| 36  | Kevin Seeldraeyers    | Belgien      |                                | 39   |
| 37  | Jegor Silin           | Russland     |                                | 122  |
| 38  | Paolo Tiralongo       | Italien      |                                | 38   |
| 39  | Andrei Seiz           | Kasachstan   |                                | 52   |

## BMC Racing Team
| Nr. | Name               | Nationalität           | Anmerkungen       | Rang |
| --- | ------------------ | ---------------------- | ----------------- | ---- |
| 41  | Philippe Gilbert   | Belgien                | 9. und 19. Etappe | 59   |
| 42  | Alessandro Ballan  | Italien                |                   | 63   |
| 43  | Brent Bookwalter   | Vereinigte Staaten     |                   | 78   |
| 44  | Steve Cummings     | Vereinigtes Königreich | 13. Etappe        | 156  |
| 45  | Yannick Eijssen    | Belgien                |                   | 119  |
| 46  | Klaas Lodewyck     | Belgien                |                   | 116  |
| 47  | Amaël Moinard      | Frankreich             |                   | 99   |
| 48  | Steve Morabito     | Schweiz                |                   | 35   |
| 49  | Mauro Santambrogio | Italien                |                   | 58   |

## Caja Rural
| Nr. | Name                       | Nationalität | Anmerkungen               | Rang |
| --- | -------------------------- | ------------ | ------------------------- | ---- |
| 51  | Francisco Javier Aramendia | Spanien      | 2., 7., 8. und 10. Etappe | 170  |
| 52  | Danail Petrow              | Bulgarien    |                           | 168  |
| 53  | Hernâni Broco              | Portugal     |                           | 53   |
| 54  | André Cardoso              | Portugal     |                           | 21   |
| 55  | Manuel António Cardoso     | Portugal     |                           | 160  |
| 56  | David de la Fuente         | Spanien      | Zweiter Bergwertung       | 65   |
| 57  | Aitor Galdós               | Spanien      |                           | 173  |
| 58  | Marcos Garcia              | Spanien      |                           | 27   |
| 59  | Antonio Piedra             | Spanien      | 15. Etappe                | 84   |

## Cofidis, le Crédit en Ligne
| Nr. | Name            | Nationalität | Anmerkungen                   | Rang |
| --- | --------------- | ------------ | ----------------------------- | ---- |
| 61  | David Moncoutié | Frankreich   |                               | 109  |
| 62  | Yohann Bagot    | Frankreich   | Aufgabe während der 8. Etappe |      |
| 63  | Florent Barle   | Frankreich   |                               | 129  |
| 64  | Mickaël Buffaz  | Frankreich   |                               | 45   |
| 65  | Leonardo Duque  | Kolumbien    |                               | 80   |
| 66  | Egoitz García   | Spanien      |                               | 101  |
| 67  | Luis Ángel Maté | Spanien      | : 4. Etappe                   | 47   |
| 68  | Rudy Molard     | Frankreich   |                               | 113  |
| 69  | Nico Sijmens    | Belgien      |                               | 87   |

## Euskaltel-Euskadi
| Nr. | Name            | Nationalität | Anmerkungen                | Rang |
| --- | --------------- | ------------ | -------------------------- | ---- |
| 71  | Igor Antón      | Spanien      |                            | 9    |
| 72  | Mikel Astarloza | Spanien      | 12. Etappe                 | 48   |
| 73  | Mikel Landa     | Spanien      |                            | 69   |
| 74  | Juan José Oroz  | Spanien      |                            | 50   |
| 75  | Rubén Pérez     | Spanien      |                            | 75   |
| 76  | Romain Sicard   | Frankreich   |                            | 44   |
| 77  | Amets Txurruka  | Spanien      |                            | 30   |
| 78  | Iván Velasco    | Spanien      |                            | 26   |
| 79  | Gorka Verdugo   | Spanien      |                            | 11   |
|     |                 |              | Zweiter Mannschaftswertung |      |

## FDJ-Big Mat
| Nr. | Name              | Nationalität | Anmerkungen                    | Rang |
| --- | ----------------- | ------------ | ------------------------------ | ---- |
| 81  | Arnold Jeannesson | Frankreich   |                                | 64   |
| 82  | William Bonnet    | Frankreich   |                                | 152  |
| 83  | David Boucher     | Frankreich   | Aufgabe während der 4. Etappe  |      |
| 84  | Nacer Bouhanni    | Frankreich   | Aufgabe während der 13. Etappe |      |
| 85  | Arnaud Courteille | Frankreich   |                                | 154  |
| 86  | Rémi Pauriol      | Frankreich   |                                | 23   |
| 87  | Gabriel Rasch     | Norwegen     |                                | 118  |
| 88  | Dominique Rollin  | Kanada       |                                | 153  |
| 89  | Benoît Vaugrenard | Frankreich   |                                | 136  |

## Garmin-Sharp
| Nr. | Name                | Nationalität       | Anmerkungen | Rang |
| --- | ------------------- | ------------------ | ----------- | ---- |
| 91  | Andrew Talansky     | Vereinigte Staaten |             | 7    |
| 92  | Thomas Dekker       | Niederlande        |             | 149  |
| 93  | Koldo Fernández     | Spanien            |             | 134  |
| 94  | Michel Kreder       | Niederlande        |             | 96   |
| 95  | Raymond Kreder      | Niederlande        |             | 172  |
| 96  | Christophe Le Mével | Frankreich         |             | 31   |
| 97  | Martijn Maaskant    | Niederlande        |             | 150  |
| 98  | Thomas Peterson     | Vereinigte Staaten |             | 115  |
| 99  | Johan Vansummeren   | Belgien            |             | 79   |

## Katusha Team
| Nr. | Name              | Nationalität | Anmerkungen | Rang |
| --- | ----------------- | ------------ | --- | ---- |
| 101 | Joaquim Rodríguez | Spanien      | 6., 12. und 14. Etappe; 4. – 16. Etappe; : 4. – 20. Etappe; 9., 12. – 20. Etappe; Dritter Gesamt- und Bergwertung, Zweiter Punkte- und Kombinationswertung | 3    |
| 102 | Pavel Brutt       | Russland     | | 106  |
| 103 | Xavier Florencio  | Spanien      | | 105  |
| 104 | Mikhail Ignatiev  | Russland     | | 171  |
| 105 | Alberto Losada    | Spanien      | | 37   |
| 106 | Denis Menchov     | Russland     | 20. Etappe | 54   |
| 107 | Daniel Moreno     | Spanien      | | 5    |
| 108 | Gatis Smukulis    | Lettland     | 18. Etappe | 117  |
| 109 | Ángel Vicioso     | Spanien      | | 95   |

## Lampre-ISD
| Nr. | Name                | Nationalität | Anmerkungen                    | Rang |
| --- | ------------------- | ------------ | ------------------------------ | ---- |
| 111 | Damiano Cunego      | Italien      |                                | 33   |
| 112 | Winner Anacona      | Kolumbien    |                                | 19   |
| 113 | Davide Cimolai      | Italien      |                                | 163  |
| 114 | Denys Kostyuk       | Ukraine      |                                | 56   |
| 115 | Oleksandr Kwatschuk | Ukraine      |                                | 125  |
| 116 | Marco Marzano       | Italien      |                                | 73   |
| 117 | Przemysław Niemiec  | Polen        |                                | 15   |
| 118 | Morris Possoni      | Italien      | Nicht zu 13. Etappe angetreten |      |
| 119 | Davide Viganò       | Italien      |                                | 141  |

## Liquigas-Cannondale
| Nr. | Name                 | Nationalität | Anmerkungen                    | Rang |
| --- | -------------------- | ------------ | ------------------------------ | ---- |
| 121 | Eros Capecchi        | Italien      |                                | 25   |
| 122 | Maciej Bodnar        | Polen        |                                | 138  |
| 123 | Mauro Da Dalto       | Italien      |                                | 130  |
| 124 | Tiziano Dall’Antonia | Italien      |                                | 140  |
| 125 | Maciej Paterski      | Italien      |                                | 89   |
| 126 | Daniele Ratto        | Italien      | Aufgabe während der 12. Etappe |      |
| 127 | Cristiano Salerno    | Italien      |                                | 49   |
| 128 | Cayetano Sarmiento   | Kolumbien    |                                | 60   |
| 129 | Elia Viviani         | Italien      |                                | 128  |

## Lotto Belisol Team
| Nr. | Name                  | Nationalität | Anmerkungen                     | Rang |
| --- | --------------------- | ------------ | ------------------------------- | ---- |
| 131 | Jurgen Van Den Broeck | Belgien      | Nicht zur 14. Etappe angetreten |      |
| 132 | Bart De Clercq        | Belgien      |                                 | 17   |
| 133 | Jens Debusschere      | Belgien      | Nicht zur 14. Etappe angetreten |      |
| 134 | Adam Hansen           | Australien   |                                 | 123  |
| 135 | Olivier Kaisen        | Belgien      | Aufgabe während der 14. Etappe  |      |
| 136 | Gianni Meersman       | Belgien      |                                 | 57   |
| 137 | Vicente Reynés        | Spanien      |                                 | 82   |
| 138 | Joost van Leijen      | Niederlande  | Aufgabe während der 17. Etappe  |      |
| 139 | Frederik Willems      | Belgien      |                                 | 142  |

## Omega Pharma – QuickStep Pro Cycling Team
| Nr. | Name               | Nationalität | Anmerkungen                    | Rang |
| --- | ------------------ | ------------ | ------------------------------ | ---- |
| 141 | Tony Martin        | Deutschland  | Aufgabe während der 20. Etappe |      |
| 142 | Dario Cataldo      | Italien      | 16. Etappe                     | 51   |
| 143 | Kevin De Weert     | Belgien      |                                | 41   |
| 144 | Serge Pauwels      | Belgien      |                                | 24   |
| 145 | František Raboň    | Tschechien   |                                | 157  |
| 146 | Gert Steegmans     | Belgien      |                                | 110  |
| 147 | Zdeněk Štybar      | Tschechien   |                                | 76   |
| 148 | Niki Terpstra      | Niederlande  |                                | 127  |
| 149 | Kristof Vandewalle | Belgien      |                                | 91   |

## Orica GreenEdge
| Nr. | Name                 | Nationalität | Anmerkungen                                                                         | Rang |
| --- | -------------------- | ------------ | ----------------------------------------------------------------------------------- | ---- |
| 151 | Allan Davis          | Australien   |                                                                                     | 167  |
| 152 | Simon Clarke         | Australien   | : 4. Etappe; 20. Etappe; : 4. Etappe; : 4.–7., 14. – 21. Etappe; Sieger Bergwertung | 77   |
| 153 | Julian Dean          | Neuseeland   |                                                                                     | 158  |
| 154 | Mitchell Docker      | Australien   |                                                                                     | 166  |
| 155 | Cameron Meyer        | Australien   | Nicht zur 16. Etappe angetreten                                                     |      |
| 156 | Travis Meyer         | Australien   |                                                                                     | 165  |
| 157 | Wesley Sulzberger    | Australien   |                                                                                     | 145  |
| 158 | Daniel Teklehaymanot | Eritrea      |                                                                                     | 146  |
| 159 | Pieter Weening       | Niederlande  |                                                                                     | 88   |

## Rabobank
| Nr. | Name               | Nationalität | Anmerkungen               | Rang |
| --- | ------------------ | ------------ | ------------------------- | ---- |
| 161 | Robert Gesink      | Niederlande  |                           | 6    |
| 162 | Lars Boom          | Niederlande  |                           | 107  |
| 163 | Matti Breschel     | Dänemark     |                           | 159  |
| 164 | Stef Clement       | Niederlande  |                           | 100  |
| 165 | Juan Manuel Gárate | Spanien      | 14. Etappe                | 42   |
| 166 | Bauke Mollema      | Niederlande  |                           | 28   |
| 167 | Grischa Niermann   | Deutschland  |                           | 103  |
| 168 | Laurens ten Dam    | Niederlande  |                           | 8    |
| 169 | Dennis van Winden  | Niederlande  |                           | 164  |
|     |                    |              | : 4., 5., 8. – 14. Etappe |      |

## RadioShack-Nissan
| Nr. | Name            | Nationalität | Anmerkungen                     | Rang |
| --- | --------------- | ------------ | ------------------------------- | ---- |
| 171 | Maxime Monfort  | Belgien      |                                 | 16   |
| 172 | Jan Bakelants   | Belgien      |                                 | 22   |
| 173 | Daniele Bennati | Italien      | 18. Etappe                      | 144  |
| 174 | Laurent Didier  | Luxemburg    |                                 | 86   |
| 175 | Linus Gerdemann | Deutschland  | Aufgabe während der 18. Etappe  |      |
| 176 | Markel Irízar   | Spanien      |                                 | 93   |
| 177 | Tiago Machado   | Portugal     |                                 | 40   |
| 178 | Grégory Rast    | Schweiz      |                                 | 92   |
| 179 | Hayden Roulston | Neuseeland   | Nicht zur 13. Etappe angetreten |      |

## Sky ProCycling
| Nr. | Name                | Nationalität           | Anmerkungen                    | Rang |
| --- | ------------------- | ---------------------- | ------------------------------ | ---- |
| 181 | Chris Froome        | Vereinigtes Königreich |                                | 4    |
| 182 | Juan Antonio Flecha | Spanien                | 13. Etappe                     | 98   |
| 183 | Sergio Henao        | Kolumbien              |                                | 14   |
| 184 | Danny Pate          | Vereinigte Staaten     |                                | 147  |
| 185 | Richie Porte        | Australien             |                                | 68   |
| 186 | Ian Stannard        | Vereinigtes Königreich |                                | 111  |
| 187 | Ben Swift           | Vereinigtes Königreich |                                | 121  |
| 188 | Rigoberto Urán      | Kolumbien              |                                | 29   |
| 189 | Xabier Zandio       | Spanien                | Aufgabe während der 12. Etappe |      |
|     |                     |                        | : 6. und 7. Etappe             |      |

## Team Argos-Shimano
| Nr. | Name                | Nationalität        | Anmerkungen                                                   | Rang |
| --- | ------------------- | ------------------- | ------------------------------------------------------------- | ---- |
| 191 | John Degenkolb      | Deutschland         | 2., 5., 7., 10. und 21. Etappe; 2., 5.–8., 10. und 11. Etappe | 131  |
| 192 | Koen de Kort        | Niederlande         |                                                               | 85   |
| 193 | Yukihiro Doi        | Japan               |                                                               | 139  |
| 194 | Tom Dumoulin        | Niederlande         | Aufgabe während der 8. Etappe                                 |      |
| 195 | Johannes Fröhlinger | Deutschland         |                                                               | 83   |
| 196 | Alexandre Geniez    | Frankreich          |                                                               | 90   |
| 197 | Simon Geschke       | Deutschland         |                                                               | 71   |
| 198 | Thierry Hupond      | Frankreich          |                                                               | 124  |
| 199 | Ji Cheng            | Volksrepublik China | 19. Etappe                                                    | 175  |

## Team Saxo Bank-Tinkoff Bank
| Nr. | Name             | Nationalität | Anmerkungen | Rang |
| --- | ---------------- | ------------ | --- | ---- |
| 201 | Alberto Contador | Spanien      | 17. Etappe, 17. und 21. Etappe, 17. – 21. Etappe; Sieger Gesamtwertung, Dritter Punkte- und Kombinationswertung | 1    |
| 202 | Jesús Hernández  | Spanien      | | 43   |
| 203 | Rafał Majka      | Polen        | | 32   |
| 204 | Daniel Navarro   | Niederlande  | | 55   |
| 205 | Benjamín Noval   | Spanien      | | 108  |
| 206 | Sérgio Paulinho  | Portugal     | | 70   |
| 207 | Bruno Pires      | Portugal     | | 97   |
| 208 | Nicki Sørensen   | Dänemark     | | 155  |
| 209 | Matteo Tosatto   | Italien      | | 135  |

## Vacansoleil-DCM
| Nr. | Name              | Nationalität | Anmerkungen                    | Rang |
| --- | ----------------- | ------------ | ------------------------------ | ---- |
| 211 | Thomas De Gendt   | Belgien      | 6. Etappe                      | 62   |
| 212 | Martijn Keizer    | Niederlande  |                                | 102  |
| 213 | Sergey Lagutin    | Usbekistan   |                                | 46   |
| 214 | Pim Ligthart      | Niederlande  | 3. Etappe                      | 126  |
| 215 | Bertjan Lindeman  | Niederlande  |                                | 143  |
| 216 | Tomasz Marczyński | Polen        |                                | 13   |
| 217 | Wouter Mol        | Niederlande  |                                | 151  |
| 218 | Rob Ruijgh        | Niederlande  | Aufgabe während der 17. Etappe |      |
| 219 | Rafael Valls      | Spanien      | Aufgabe während der 14. Etappe |      |